# Wingles
Wingles és un municipi francès situat al departament del Pas de Calais i a la regió dels Alts de França. L'any 2007 tenia 8.185 habitants.

## Demografia

### Població
El 2007 la població de fet de Wingles era de 8.185 persones. Hi havia 3.050 famílies de les quals 791 eren unipersonals (265 homes vivint sols i 526 dones vivint soles), 788 parelles sense fills, 1.158 parelles amb fills i 313 famílies monoparentals amb fills.
La població ha evolucionat segons el següent gràfic:
Habitants censats

### Habitatges
El 2007 hi havia 3.325 habitatges, 3.118 eren l'habitatge principal de la família, 2 eren segones residències i 205 estaven desocupats. 2.965 eren cases i 345 eren apartaments. Dels 3.118 habitatges principals, 1.577 estaven ocupats pels seus propietaris, 1.358 estaven llogats i ocupats pels llogaters i 183 estaven cedits a títol gratuït; 71 tenien una cambra, 151 en tenien dues, 316 en tenien tres, 906 en tenien quatre i 1.674 en tenien cinc o més. 2.099 habitatges disposaven pel capbaix d'una plaça de pàrquing. A 1.496 habitatges hi havia un automòbil i a 891 n'hi havia dos o més.

### Piràmide de població
La piràmide de població per edats i sexe el 2009 era:
| Homes | Edats   | Dones |
| ----- | ------- | ----- |
| 4     | 95 o +  | 8     |
| 0     | 90 a 94 | 40    |
| 20    | 85 a 89 | 52    |
| 40    | 80 a 84 | 64    |
| 104   | 75 a 79 | 196   |
| 164   | 70 a 74 | 204   |
| 136   | 65 a 69 | 236   |
| 148   | 60 a 64 | 208   |
| 164   | 55 a 59 | 184   |
| 256   | 50 a 54 | 292   |
| 276   | 45 a 49 | 292   |
| 392   | 40 a 44 | 284   |
| 312   | 35 a 39 | 308   |
| 244   | 30 a 34 | 256   |
| 292   | 25 a 29 | 324   |
| 320   | 20 a 24 | 280   |
| 360   | 15 a 19 | 420   |
| 376   | 10 a 14 | 308   |
| 308   | 5 a 9   | 280   |
| 264   | 0 a 4   | 236   |

## Economia
El 2007 la població en edat de treballar era de 5.319 persones, 3.408 eren actives i 1.911 eren inactives. De les 3.408 persones actives 2.727 estaven ocupades (1.659 homes i 1.068 dones) i 681 estaven aturades (342 homes i 339 dones). De les 1.911 persones inactives 396 estaven jubilades, 652 estaven estudiant i 863 estaven classificades com a «altres inactius».

### Ingressos
El 2009 a Wingles hi havia 3.184 unitats fiscals que integraven 8.296 persones, la mediana anual d'ingressos fiscals per persona era de 13.835 €.

### Activitats econòmiques
Dels 235 establiments que hi havia el 2007, 3 eren d'empreses extractives, 7 d'empreses alimentàries, 5 d'empreses de fabricació de material elèctric, 13 d'empreses de fabricació d'altres productes industrials, 20 d'empreses de construcció, 50 d'empreses de comerç i reparació d'automòbils, 9 d'empreses de transport, 23 d'empreses d'hostatgeria i restauració, 2 d'empreses d'informació i comunicació, 12 d'empreses financeres, 10 d'empreses immobiliàries, 17 d'empreses de serveis, 34 d'entitats de l'administració pública i 30 d'empreses classificades com a «altres activitats de serveis».
Dels 72 establiments de servei als particulars que hi havia el 2009, 1 era una comissaria de policia, 1 oficina de correu, 4 oficines bancàries, 3 funeràries, 3 tallers de reparació d'automòbils i de material agrícola, 2 tallers d'inspecció tècnica de vehicles, 3 autoescoles, 3 paletes, 3 guixaires pintors, 5 lampisteries, 3 electricistes, 3 empreses de construcció, 10 perruqueries, 2 veterinaris, 1 agència de treball temporal, 14 restaurants, 6 agències immobiliàries, 2 tintoreries i 3 salons de bellesa.
Dels 18 establiments comercials que hi havia el 2009, 3 eren supermercats, 2 botiges de menys de 120 m², 5 fleques, 3 carnisseries, 1 una peixateria, 1 una llibreria, 1 una botiga d'equipament de la llar i 2 floristeries.

## Equipaments sanitaris i escolars
El 2009 hi havia 1 centre de salut, 4 farmàcies i 2 ambulàncies.
El 2009 hi havia 3 escoles maternals i 3 escoles elementals. A Wingles hi havia 1 col·legi d'educació secundària, 1 liceu d'ensenyament general i 1 liceu tecnològic. Als col·legis d'educació secundària hi havia 562 alumnes, als liceus d'ensenyament general n'hi havia 1.078 i als liceus tecnològics 713.

## Poblacions més properes
El següent diagrama mostra les poblacions més properes.